# The End Complete
The End Complete (česky Konec završen) je třetí studiové album americké death metalové skupiny Obituary. Vydáno bylo v roce 1992 hudebním vydavatelstvím R/C Records. Bylo nahráno ve studiu Morrisound Recording ve floridské Tampě ve spolupráci s producentem Scottem Burnsem. Ke stejnojmenné písni The End Complete vznikl videoklip, šlo o vůbec první vydaný videoklip kapely Obituary.

## Seznam skladeb
1. I'm in Pain – 4:01
2. Back to One – 3:42
3. Dead Silence – 3:21
4. In the End of Life – 3:41
5. Sickness – 4:06
6. Corrosive – 4:11
7. Killing Time – 3:59
8. The End Complete – 4:03
9. Rotting Ways – 5:13

Bonusové skladby (reissue Roadrunner Records 1997)
10. I'm In Pain [live] (04:49)

11. Killing Time [live] (04:01)

## Sestava
- John Tardy – vokály
- Allen West – kytara
- Trevor Peres – kytara
- Frank Watkins – baskytara
- Donald Tardy – bicí